# Skolvärlden
Skolvärlden var en svensk tidskrift och Lärarnas riksförbunds medlemstidning. Den innehöll nyheter och reportage om utbildningsområdet samt lärarnas fackliga frågor. Den utkom med 10 nummer per år och hade en upplaga på 93 200 (2015). Tidskriften grundades 1901 under namnet Tidning för Sveriges Läroverk (förkortat TfSL) och bytte namn till Skolvärlden år 1963. 2008 togs ett kongressbeslut om att förändra kommunikationsstrategin att tidningen skulle läggas ut på entreprenad.
Skolvärlden upphörde samtidigt som Lärarnas Riksförbund vid årsskiftet 2022/2023, och ersattes av det nya fackförbundet Sveriges Lärares tidskrift Vi Lärare.